# Янив, Идан
Идан Янив (ивр. עידן יניב‎; родился 18 октября 1986) — израильский певец.

## Биография
Идан родился в Тель-Авиве, на время учебы получил отсрочку от военной службы, целью обучения было изучение компьютерной техники. Свою карьеру он начал с 12 лет, в 14 лет занял на конкурсе первое место с песней Зоара Аргова] «Цветок в моем саду» («הפרח בגני»). Идан Янив учился в школе ОРТ-Сингаловски в Тель-Авиве. С 11 до 17 лет пение было его мечтой и хобби. В 2006 году записал свой дебютный альбом «Hoshev alea». Вышедший в сентябре 2007 года альбом «Haki Li» содержит 14 композиций, включая «At Yafa» («את יפה») и «Seret Hodi» («סרט הודי»), исполненную вместе с Даной Интернейшенл.

## Дискография
- 2006 — «Хошев алеа»
- 2007 — «Хаки ли»
- 2009 — «Аль ха-рахава»
- 2011 — «Кен ле-ахава»
- 2011 — Сборник «Ми им ло Идан Янив» «ивр. מי אם לא עידן יניב‎»
- 2015 — «Бедерех ле-ацми» ивр. בדרך לעצמי‎
- 2022 — «Кама лейлот» ивр. כמה לילות‎